# 별이 빛나는 밤에 (1972년 영화)
별이 빛나는 밤에는 1972년 공개된 대한민국의 영화이다.

## 배역
- 신성일
- 윤정희
- 윤세희
- 윤양하
- 박암
- 장미라
- 홍민